# Ana Patrícia Ramos
Ana Patrícia Silva Ramos (Espinosa, 29 de setembro de 1997) também conhecida como "Imperatriz", é uma voleibolista e campeã olímpica brasileira praticante da modalidade de vôlei de praia e ex-voleibolista  indoor. Teve maior sucesso ao lado de Duda Lisboa, vencendo medalhas de ouro nos Jogos Olímpicos de Verão de 2024 na França, os Jogos Olímpicos de Verão da Juventude de 2014 na China, o Campeonato Mundial de Voleibol de Praia de 2022 na Itália, e os Jogos Pan-Americanos de 2023 no Chile. Também foi medalhista de prata na final do Circuito Sul-Americano de Voleibol de Praia de 2014-15 na Argentina e conquistou a medalha de ouro no Campeonato Mundial Sub-21 de 2016.

## Carreira
Ana Patrícia praticou o vôlei de quadra e dedicava-se a prática esportiva de handebol e no ano de 2013 durante a realização dos Jogos Escolares foi descoberta pelo professor Augusto Figueiredo, quando a convidou para fazer um teste para integrar a Seleção Mineira de Vôlei de Praia, após aprovação migrou de Espinosa para Betim, onde foi treinada por Giuliano Sucupira, época que jogava com  Anna Clara e também representavam a Prefeitura Municipal de Betim nas competições regionais e estaduais, e em 2013 foram campeãs mineiras na categoria sub-21 e adulto.
Mesmo com a estatura chamando atenção, ela aprendeu os fundamentos praticamente como iniciante, demonstrando em pouco tempo evolução e logo foi convocada para treinar no Centro de Desenvolvimento de Voleibol, em Saquarema e representou a Seleção Brasileira de Vôlei de Praia no Campeonato Mundial de Vôlei de Praia Sub-19 de 2014, realizado em Porto, Portugal, quando competiu ao lado de  Paula Hoffmann e finalizaram na nona colocação.
Com Anna Clara disputou por Minas Gerais o Circuito Brasileiro de Vôlei de Praia Sub-19 de 2014, finalizaram na nona posição na etapa de Vitória, quinto lugar na etapa de Brasília e também em João Pessoa.
Ela juntamente com Anna Clara também disputou o Circuito Brasileiro de Vôlei de Praia Sub-21 de 2014, quando obtiveram o nono lugar nas etapas de Palmas e Maceió e o quarto lugar na etapa de Fortaleza.
Representou o país ao lado de Duda Lisboa na edição dos Jogos Olímpicos da Juventude  realizados em Nanquim, China, ocasião que conquistaram a medalha de ouro, feito que rendeu-lhes homenagem pelo COB no evento “Prêmio Brasil Olímpico”, no qual foram premiadas.
Com a paraibana Andressa Cavalcanti disputou a temporada de 2014 do Circuito Brasileiro de Vôlei de Praia Sub-23 alcançando o terceiro lugar na etapa de Ribeirão Preto; neste mesmo circuito disputou a etapa de Rondonópolis ao lado de Paula Hoffmann e foram vice-campeãs desta etapa e terceira colocada na etapa de Brasília ao lado de  Carolina Won-Held.
Em 2015 formou dupla com Michelle Carvalho em etapas do Circuito Brasileiro Nacional e com Luana Madeira a etapa de Sucre do Circuito Sul-Americano de Vôlei de Praia de 2014-15 e finalizaram na quinta posição e ao lado de  Elize Maia disputou a etapa 'Finals' do Circuito Sul-Americano (CSV Finals) que foi realizado em Buenos Aires, Argentina, ocasião que foram medalhista de prata.
Ainda em 2015 estreou em etapas do Circuito Mundial de Vôlei de Praia ao lado da experiente Renata Trevisan Ribeiro e alcançaram a décima sétima posição. No mesmo ano disputou a edição do Circuito Brasileiro Sub-23 de Vôlei de Praia ao lado de Rebecca Cavalcante  e obtiveram o vice-campeonato da etapa de Chapecó,  na do Rio de Janeiro, como também na etapa de Campo Grande e foram campeãs na etapa de Vitória. Voltando a competir com Rebecca Cavalcante não avançaram as semifinais na etapa de Salvador, mas obtiveram o título na etapa de Brasília e alcançaram o título geral da temporada.
Representou o Brasil na edição do Torneio das Quatro Nações Sub-21 de 2016 realizado em Manly Beach em Sydney na Austrália, além do anfitrião e Brasil, a competição que reuniu também representantes do  Japão e Estados Unidos ; e nesta edição jogou ao lado de  Victória Tosta e conquistaram a medalha de prata; com esta jogadora disputou a quinta etapa do Circuito Sul-Americano de Vôlei de Praia 2015-16, em Buenos Aires,  mas não avançaram as finais terminando na nona colocação.Ao lado de Duda Lisboa disputou a edição do Campeonato Mundial Sub-21 de Vôlei de Praia de 2016 em Lucerna, Suíça, e conquistaram a medalha de ouro. Pelo Circuito Mundial de Vôlei de Praia de 2016 disputou o Grand Slam do Rio de Janeiro, desta vez com  Carolina Horta e terminaram na trigésima terceira posição, e juntas  finalizaram na quinta posição neste mesmo circuito no Aberto de Fortaleza  e na vigésima quinta colocação no Grand Slam de Long Beach.
Novamente compete num edição do Circuito Brasileiro Sub-23 desta vez correspondente a temporada de 2016, e na etapa do Rio de Janeiro jogou com Paula Hoffman e terminaram com o bronze, com esta mesma parceria conquistou os títulos da etapa de Jaboatão dos Guararapes, de Cabo Frio e de também em Brasília e o quarto lugar na etapa de São José. Formou dupla com Ângela Lavalle para disputar a etapa de São José pelo Circuito Brasileiro Open de 2016-17 e desta foram vice-campeãs e o quinto lugar na etapa de Curitiba.
Com Carolina Horta disputou a etapa final do Circuito Sul-Americano de Vôlei de Praia de 2015-16 (CSVP Final), disputada em Cochabamba, Bolívia, ocasião que não avançaram as finais finalizando na sétima posição e juntas atuaram também pelo Circuito Brasileiro Open 2016-17 a etapa de Brasília e ficaram na quinta posição e o nono lugar na etapa de Uberlândia.Juntas foram campeãs da etapa de Campo Grande pelo Circuito Brasileiro Nacional 2016-17 e também alcançaram o bronze na etapa de Cabo Frio pelo Circuito Brasileiro Challenger de 2016, além do quinto lugar neste circuito em João Pessoa, Jaboatão dos Guararapes.
No Circuito Brasileiro Open 2016-17, também jogou ao lado de Rebecca Cavalcante, sob o comando de Reis Castro, finalizando em quinto lugar na etapa de João Pessoa, mesma colocação obtida nas etapas de Maceió e Aracaju, mas finalizaram a temporada com o vice-campeonato na  nona etapa em Vitória.
Em 2017 foi  convocada para representar o país no Circuito Sul-Americano  de 2017, novamente ao lado de Rebecca,  competindo na etapa de Coquimbo, no Chile,  sagrando-se campeãs; também com Rebecca Cavalcante alcançaram o vice-campeonato na edição do Desafio Gigantes da Praia 2017 realizado no Rio de Janeiro, e disputaram o Superpraia de 2017  em Niterói encerrando na quarta posição. Foi premiada como atleta que mais evolui na temporada 2016-17. Ao lado de Larissa França disputou a segunda edição do Campeonato Mundial de Vôlei de Praia em 2017 no Rio de Janeiro e conquistaram a medalha de prata.
Em 2019 conquistou ao lado de Rebecca Cavalcante a medalha de ouro nos Jogos Sul-Americanos de Praia na cidade de Rosário, Argentina Em 2021, depois dos Jogos Olímpicos em Tóquio onde caíram nas quartas, Ana Patrícia e Rebecca decidiram se separar.
Em 2022, juntamente com Duda Lisboa, obteve o ouro no Campeonato Mundial em Roma.
Em 2024, juntamente com Duda Lisboa, obteve o ouro nas olimpíadas de Paris 2024.

## Títulos e resultados
- Elite 16 de Brasília do Circuito Mundial de 2024
- Elite 16 de João Pessoa do Circuito Mundial de 2023
- Elite 16 de Paris do Circuito Mundial de 2023
- Elite 16 de Hamburgo do Circuito Mundial de 2023
- Elite 16 de Gstaad do Circuito Mundial de 2023
- Elite 16 de Ostrava do Circuito Mundial de 2023
- Elite 16 de Gstaad do Circuito Mundial de 2022
- Elite 16 de Uberlândia do Circuito Mundial de 2022
- Elite 16 de Tepic do Circuito Mundial de 2023
- Elite 16 de Uberlândia do Circuito Mundial de 2023
- Elite 16 de Cidade do Cabo do Circuito Mundial de 2022
- Elite 16 de Paris do Circuito Mundial de 2022
- Elite 16 de Jūrmala do Circuito Mundial de 2022
- Elite 16 de Ostrava do Circuito Mundial de 2024
- Etapa de Coquimbo do Circuito Sul-Americano de Vôlei de Praia:2017[62]
- Desafio Gigantes da Praiaː2017[63]
- Etapa de São José do Circuito Brasileiro de Vôlei de Praia: 2016-17[45]
- Etapa de Vitória do Circuito Brasileiro de Vôlei de Praia: 2016-17[60]
- Superpraia A:2017[64]
- Etapa de Campo Grande do Circuito Brasileiro de Vôlei de Praia- Nacional: 2016-17[52]
- Etapa de Cabo Frio do Circuito Brasileiro de Vôlei de Praia- Challenger: 2016[54]
- Etapa de Brasília do Circuito Brasileiro de Vôlei de Praia Sub-23:2016[42]
- Etapa de Cabo Frio do Circuito Brasileiro de Vôlei de Praia Sub-23:2016[40]
- Etapa de Jaboatão dos Guararapes do Circuito Brasileiro de Vôlei de Praia Sub-23:2016[38]
- Etapa do Rio de Janeiro do Circuito Brasileiro de Vôlei de Praia Sub-23:2016[36]
- Etapa de São José do Circuito Brasileiro de Vôlei de Praia Sub-23:2016[44]
- Circuito Brasileiro de Voleibol de Praia Sub-23:2015[31]
- Etapa de Brasília do Circuito Brasileiro de Vôlei de Praia Sub-23:2015[31]
- Etapa de Vitória do Circuito Brasileiro de Vôlei de Praia Sub-23:2015[29]
- Etapa do Rio de Janeiro do Circuito Brasileiro de Vôlei de Praia Sub-23:2015[27]
- Etapa de Campo Grande do Circuito Brasileiro de Vôlei de Praia Sub-23:2015[28]
- Etapa de Chapecó do Circuito Brasileiro de Vôlei de Praia Sub-23:2015[26]
- Etapa de Rondonópolis do Circuito Brasileiro de Vôlei de Praia Sub-23:2014[18]
- Etapa de Brasília do Circuito Brasileiro de Vôlei de Praia Sub-23:2014[19]
- Etapa de Ribeirão Preto do Circuito Brasileiro de Vôlei de Praia Sub-23:2014[17]
- Torneio das Quatro Nações de Vôlei de Praia Sub-21:2016[32]
- Etapa de Fortaleza do Circuito Brasileiro de Vôlei de Praia Sub-21:2014[13]
- Campeonato Mineiro de Voleibol de Praia:2013[5]
- Campeonato Mineiro de Voleibol de Praia Sub-21:2013[5]

## Premiações individuais
- Atleta que Mais Evoluiu do Circuito Brasileiro Banco do Brasil de 2016-17[65]